# Port lotniczy Sztip
Port lotniczy Sztip – port lotniczy położony w Sztipie, w Macedonii Północnej. Obsługuje połączenia krajowe.